# Greatest Hits (Wyclef Jean)
Greatest Hits è un album di raccolta del cantante haitiano Wyclef Jean, pubblicato nel 2003.

## Tracce
1. Ghetto Religion (featuring R. Kelly) – 3:34
2. We Trying to Stay Alive (featuring John Forté & Pras) – 3:11
3. Perfect Gentleman (featuring Hope) – 4:09
4. 911 (featuring Mary J. Blige) – 4:19
5. Gone 'Till November – 3:33
6. Guantanamera (featuring Celia Cruz, Jeni Fujita & Lauryn Hill) – 4:30
7. Hey Girl (featuring Ayesha & Papa Don) – 3:33
8. It Doesn't Matter (featuring The Rock & Melky Sedeck) – 3:57
9. Anything Can Happen – 4:36
10. Thug Angels (featuring Small World) – 6:35
11. Gunpowder (featuring Lauryn Hill) – 4:24
12. Knockin' on Heaven's Door – 4:04
13. Runaway (featuring Earth, Wind & Fire & The Product G&B) – 4:56
14. Wish You Were Here – 4:06
15. To All the Girls – 4:18
16. Two Wrongs (featuring Claudette Ortiz) – 3:51
17. No Woman, No Cry (with Fugees) – 4:33